# Rurouni Kenshin (pel·lícula)
Rurouni Kenshin (るろうに剣心, Rurōni Kenshin), també conegut com a Rurouni Kenshin Part I: Orígens als Estats Units, és una pel·lícula d'acció japonesa de 2012 jidaigeki basada en el manga del mateix nom escrit i il·lustrat per Nobuhiro Watsuki. Dirigida per Keishi Ōtomo, la pel·lícula és protagonitzada per Takeru Satoh i Emi Takei. Se centra en els esdeveniments de ficció que tenen lloc durant l'era Meiji primerenca al Japó, explicant la història d'un caminant rural anomenat Himura Kenshin, un antic assassí que ara ofereix ajuda a aquells que ho necessiten com a expiació per la assassinats que va cometre una vegada, ja que ajuda el propietari d'un dojo i protegeix una dona d'un narcotraficant despietat.
Van circular rumors sobre una adaptació en imatge real del manga abans que s'anunciés. El diari Sankei Sports va informar que el personal tenia com a objectiu estrenar la pel·lícula a nivell internacional i, finalment, fer una sèrie. Aquesta va ser la primera adaptació en directe del manga. Durant la producció, Watsuki va oferir les seves idees per a la pel·lícula, que es van utilitzar a la pel·lícula.
Rurouni Kenshin va ser estrenada en cinemes per Warner Bros. Pictures Japan el 25 d'agost de 2012, al Japó, amb una recaptació de més de 36 milions de dòlars a nivell nacional i més de 60 milions de dòlars a tot el món a partir del novembre de 2012. La pel·lícula va tenir llicència per a la seva distribució a més de 60 països d'Europa, Amèrica Llatina i Àsia. La pel·lícula es va estrenar a Amèrica del Nord com a selecció d'obertura per al LA EigaFest de 2012 el 14 de desembre de 2012.

## Argument
Mentre les forces imperialistes celebren la seva victòria a la batalla de Toba–Fushimi, un participant conegut com els Hitokiri Battōsai s'allunya del camp de batalla, abandonant la seva espasa. Però la vella katana de Battōsai no es deixa sola. És reclamada per un dels caiguts, Udō Jin-e.
Una dècada més tard, Saitō Hajime i els seus companys de policia investiguen l'assassinat d'un policia encobert suposadament a mans dels Battōsai. Però Saitō no està convençut i sospita de Takeda Kanryū, un home de negocis ric, però cruel. Mentrestant, l'antic Battōsai (ara s'anomena Himura Kenshin) arriba a Tòquio. Mentre va pels seus carrers, coneix la Kamiya Kaoru, la propietària de l'escola Kendo del seu difunt pare. Amb el nom del seu dojo untat per un que porta el nom de Battōsai, ella l'ataca creient que és el famós assassí, però es demostra que està equivocat quan Kenshin revela que només porta una "espasa de fulla inversa". " (逆刃刀, sakabatō).
En un altre lloc, Takani Megumi, una dona obligada a fer opi per a Takeda Kanryū, s'escapa i recorre a la policia per buscar un refugi segur després de presenciar la mort dels altres fabricants d'opi. No obstant això, Udō Jin-e, sota el servei de Kanryū, la persegueix, matant a tothom a la comissaria. Per sort, ella s'escapa en el caos següent.
Kaoru es creua amb Jin-e, l'autor real que mata sota l'estil d'espasa del seu dojo. No és rival per a ell, ella està ferida a la baralla, però Kenshin apareix del no-res i la salva. Jin-e immediatament s'adona de la identitat oculta d'en Kenshin com el veritable Battōsai, abans que un eixam de policies arribi a l'escena, donant a Kenshin i a Kaoru l'oportunitat de fugir. La Kaoru porta a Kenshin al seu dojo on estaran segurs. Més tard, un grup de sicaris de Takeda Kanryū intenten fer-se càrrec del dojo. Kenshin colpeja tota la banda sense matar-ne cap abans que arribi la policia. Kenshin assumeix la culpa de l'incident i és arrestat per evitar que el dojo de Kaoru sigui culpable de la violència. Aviat, Saitō el reconeix, lluita breument amb ell quan es nega a ajudar la policia perquè ha promès que no tornaria a matar i després el deixa anar. Després del seu alliberament, és rebut per Kaoru que sap que Kenshin no és el Battōsai que havia difamat el seu dojo i el porta de tornada al dojo. Kenshin més tard es trasllada amb la Kaoru i el seu únic alumne, el nen Myōjin Yahiko.
Encara corrent pels carrers per salvar la seva vida, la Megumi es troba amb Yahiko que l'ajuda a amagar-la i la porta al dojo on se la presenta a tothom. Kaoru regala a tothom un sopar sukiyaki al restaurant Akabeko, només per tenir l'ocasió espatllada per l'arribada en Kanryū i s'ofereix a contractar en Kenshin, que humilment rebutja. Aquí, Sagara Sanosuke el repta per la feina i deixen l'establiment per lluitar.
Més tard aquella nit, en Jin-e s'endinsa en una matança deixant molts cadàvers perquè la policia els trobi l'endemà. Kenshin és testimoni de l'horror, així com d'una dona que plora la mort del seu amant. Això evoca un record per a Kenshin dels seus anys com a assassí quan va presenciar una dona plorant un home que havia matat, una lluita amb espases que li va deixar una cicatriu a la cara. Més tard aquella nit, un home emmascarat que treballava per a Kanryū adverteix a la Megumi dels perills que s'acosten.
L'endemà, la gent al voltant del dojo emmalalteix per rodenticida que contamina els pous de la comunitat. Megumi sospita que és obra de Kanryū i ajuda proporcionant medicaments a les víctimes. Enfadada amb Kanryū, la Megumi intenta matar-lo, però no ho aconsegueix i, en canvi, és presa com a ostatge pel ric traficant de drogues. Superant tots els seus homes, Kenshin i Sanosuke ataquen la mansió d'en Kanryū amb l'esperança de rescatar en Megumi. Saitō els ajuda a sotmetre a Kanryū, que està armat amb una metralladora Gatling. Rescaten en Megumi, però descobreixen que Jin-e, el fals Battōsai i l'home de Kanryū, ha segrestat en Kaoru.
Kenshin persegueix a Jin-e. Per provocar encara més en Kenshin, Jin-e utilitza una tècnica especial que paralitza els pulmons d'en Kaoru i només es pot desfer amb la seva mort. Després d'una batalla intensa, en Kenshin fereix greument a Jin-e trencant-se el colze amb la seva funda. Abans que Kenshin pogués donar el cop mortal, en Kaoru supera la paràlisi i impedeix que Kenshin mati a Jin-e. Jin-e se suïcida, dient a Kenshin abans del seu darrer alè que el que viu per l'espasa ha de morir per l'espasa, un tema que es repeteix, en contra del vot de Kenshin de no matar mai més.
Kenshin, cansat i ferit, porta la Kaoru inconscient de tornada al dojo. Queden, a cura de Megumi i Yahiko. En despertar-se, Kaoru no veu en Kenshin i va a buscar-lo. Ella el troba portant algunes verdures i s'alleuja de la por que pugui haver marxat definitivament.

## Repartiment
Llista de repartiment principal:
- Takeru Satoh com a Himura Kenshin, un antic assassí convertit en vagabund que ha fet el vot de no matar mai més.
- Emi Takei com a Kamiya Kaoru, la propietària d'una escola de Kendo que li va deixar el seu pare.
- Munetaka Aoki com a Sagara Sanosuke, un lluitador de carrer que es fa amistat amb Kenshin.
- Yū Aoi com a Takani Megumi, un dels fabricants d'opi forçats de Kanryū, tot i que d'una famosa família de metges i curanderos.
- Taketo Tanaka com a Myojin Yahiko, un nen jove i l'únic estudiant de Kaoru al dojo.
- Yōsuke Eguchi com a Saitō Hajime, un antic membre de la Shinsengumi que ara treballa per al govern Meiji com a oficial de policia sota el nom de Fujita Gorō.
- Kōji Kikkawa com a Udō Jin-e, un dels homes de Kanryū i supervivent de la batalla de Toba-Fushimi.
- Gō Ayano com a Gein, un altre dels homes de Kanryū.
- Genki Sudo com a Inui Banjin, un altre dels homes de Kanryū.
- Teruyuki Kagawa com a Takeda Kanryū, un home de negocis despietat.
- Masataka Kubota com a Kiyosato Akira
- Eiji Okuda com a Yamagata Aritomo
- Kaoru Hirata - Sekihara Tae
- Mei Nagano - Sanjō Tsubame
- Ichirōta Miyagawa com a Katsura Kogorō

## Producció

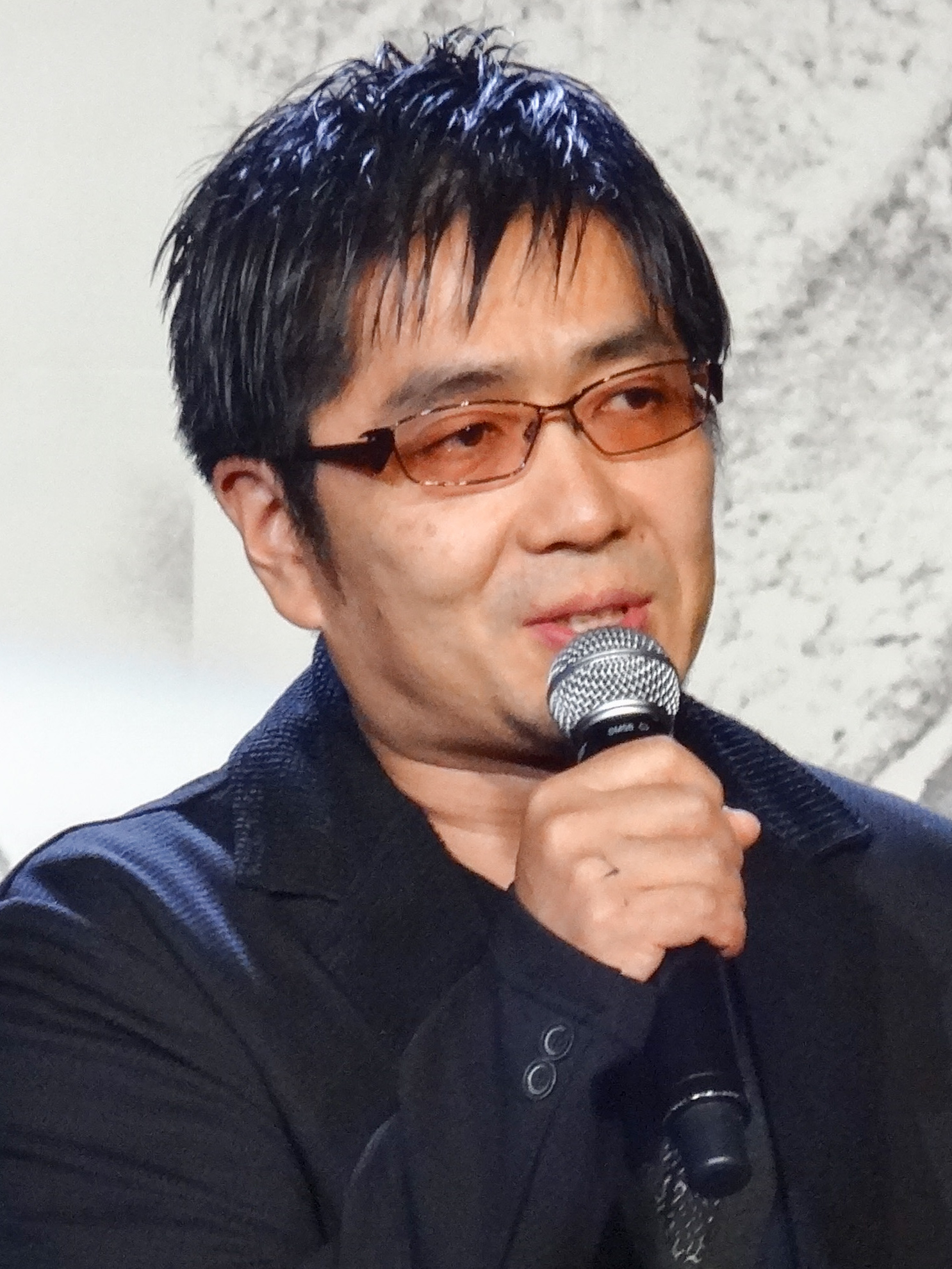
Director Keishi Ōtomo

El 28 de juny de 2011, es va anunciar una adaptació cinematogràfica en imatge real de Rurouni Kenshin.Produïda per Warner Bros. Pictures Japan, amb la producció cinematogràfica real feta per Studio Swan, la pel·lícula va ser dirigida per Keishi Ōtomo i protagonitzada per Takeru Satoh com a Kenshin, Munetaka Aoki com a Sanosuke Sagara i Emi Takei com a Kaoru. Ōtomo va dir que pretenia fer la imatge real més complexa que la versió original del manga.Durant una entrevista, Satoh va dir que Rurouni Kenshin va ser un dels primers manga que va llegir fins al punt que jugaria a baralles d'espases amb els seus amics. A més, un cop va ser elegit per a Kenshin, Satoh va començar un intens entrenament amb l'espasa. Satoh va dir que li agradava el personatge de Kenshin fins al punt de gaudir del paper a les tres pel·lícules. Tanmateix, l'actor va expressar la pressió per fer el paper com a resultat d'haver de participar en múltiples escenes de lluita. No obstant això, Satoh va dir que li agradaven les línies de Kenshin a causa de l'impacte que tenen en la majoria dels personatges, sobretot els seus enemics. La pel·lícula es va estrenar el 25 d'agost de 2012, i el personal "pretén estrenar la pel·lícula a nivell internacional i, finalment, fer una sèrie.
El 2012, Nobuhiro Watsuki va revelar que mai rebutjava cap projecte, ja sigui una pel·lícula, anime o un joc i que la primera oferta per a una adaptació cinematogràfica d'acció en viu de Rurouni Kenshin va arribar poc després que el manga acabés. Però això es va esvair abans que s'haguessin iniciat les discussions reals, així que va pensar que una pel·lícula no passaria mai. Va rebre una altra oferta fa uns tres anys i finalment va arribar a bon port després de llargues discussions. Watsuki va dir que només estava involucrat en la fase d'escriptura del guió, escrivint la primera meitat i comprovant la segona part escrita per altres, però se li va dir que el guió es podia canviar a criteri del director. El creador original va dir que estava en general satisfet amb la pel·lícula.
En el càsting de Satoh, Ōtomo va dir que l'actor s'adaptava bé al personatge, citant les seves similituds físiques.El productor Shinzō Matsuhashi va compartir sentiments semblants als d'Ōtomo. Durant la realització d'aquesta pel·lícula, tant Watsuki com la seva dona van trobar a Satoh com un actor ideal. Després d'escollir Takeru Satoh com a protagonista, el productor Shinzō Matsuhashi va comentar: "Satoh té l'aspecte i l'alçada per ser un Kenshin correcte". Watsuki va afegir que quan aquest projecte tot just començava, ell i la seva dona estaven discutint qui havia d'interpretar Kenshin i van decidir que Satoh encapçalava la llista.
Satoh va comentar més tard: "El paper de Kenshin és el d'un personatge conegut, per tant, crec que es necessita una interpretació fascinant. M'agradaria crear la imatge de Kenshin amb el personal, mantenint-me fidel als detalls. Intentaré el meu millor, així que si us plau, espereu-ho". Satoh va començar un entrenament intensiu en lluita amb espases mentre rodava la pel·lícula.
Watsuki va elogiar a Satoh per al paper: "Quan acabava de començar aquest projecte, la meva dona i jo estàvem parlant de qui s'adaptaria al paper de Kenshin, i Satoh Takeru-san va ser el que ens va ocórrer primer. Així que, quan es va confirmar (que Satoh assumirà el paper), em va sorprendre, però també estava molt content, tinc ganes de veure la seva meravellosa interpretació."

## Llançament
Rurouni Kenshin va ser estrenada al cinema per Warner Bros. Pictures Japan el 25 d'agost de 2012 al Japó. La pel·lícula es va estrenar a Corea del Sud per al Festival Internacional de Cinema de Busan el 5 d'octubre de 2012. Estrenada per a Espanya al Festival de Cinema de Sitges anual el 10 d'octubre de 2012. La pel·lícula va debutar a Hong Kong el desembre. 6 de 2012. També es va estrenar en cinemes a les Filipines el 5 de desembre de 2012 (SM Cinema) guanyant el segon lloc a la taquilla de Filipines la seva primera setmana.
Va ser llançat en DVD i Blu-ray al Japó el 26 de desembre de 2012. La pel·lícula té llicència de distribució en més de 60 països d'Europa, Amèrica Llatina i Àsia. L'edició limitada va venir en una caixa especial, amb un digipack especial, una banda sonora i un quadern Rurouni Kenshin. Altres continguts també inclouen comentaris del repartiment i del personal, espots de televisió, entre bastidors i tots els tràilers inclosos, a més del PV de One OK Rock de la seva cançó " The Beginning".
La pel·lícula es va estrenar a Amèrica del Nord el 14 de desembre de 2012 per al LA EigaFest 2012 i es va celebrar conjuntament amb l'American Cinematheque al Egyptian Theatre a Hollywood. El director, Keishi Ōtomo, va assistir a l'estrena ia la cerimònia d'obertura de la catifa vermella. A més de Rurouni Kenshin, la programació del 2012 inclou algunes de les pel·lícules que han sortit al Japó durant l'últim any. Es presentarà una projecció especial de quatre curtmetratges seleccionats en col·laboració amb el Short Shorts Film Festival & Asia.
La pel·lícula va ser estrenada en Blu-ray i DVD per Funimation Films l'1 de novembre de 2016, a Amèrica del Nord amb el títol Rurouni Kenshin Part I: Origins, que inclou una versió doblada en anglès de la pel·lícula, amb una classificació de TV-MA.

## Recepció

### Taquilla
La pel·lícula es va convertir en l'onzena pel·lícula més taquillera del Japó el 2012, guanyant 3.010 milions de iens a la taquilla japonesa aquell any. A nivell internacional, la pel·lícula va recaptar 37,7 milions de dòlars.

### Recepció crítica
La pel·lícula va rebre ressenyes majoritàriament positives de la crítica. Deborah Young, que va escriure per a The Hollywood Reporter, va elogiar la pel·lícula al Festival de Cinema de Busan, dient que "la coreografia és ràpida i furiosa i les baralles d'espases mostren les increïbles habilitats de Battosai. L'enèrgica partitura de Naoki Satō fa que les escenes d'acció siguin a un ritme bàrbar".
Michelle Nguyen de Geek.com va sentir que la pel·lícula "tracta el material original amb respecte i amor" i va dir que "... són moltes coses: en part drama històric japonès, en part pel·lícula d'acció i en part viatge emocional nostàlgic."
Nick Creamer d'Anime News Network va atorgar a la pel·lícula una "A-", afirmant que "Kenshin: Origins es recolza intel·ligentment en un dels grans avantatges del material original: la naturalesa intrínsecament convincent de la transició de la Tokugawa fins a l'era Meiji. Gran part del poder temàtic i emocional de la pel·lícula prové de la commoció d'aquesta transició: més que una història d'enfrontaments de samurais, presenta un argument tant per als grans com per als costats terribles de les dues èpoques."
Una crítica més negativa va venir de Variety, amb la crítica de Hong Kong Maggie Lee, que va criticar el romanç com a "desapassionat", els papers secundaris com a "plans", i va escriure que "Fins i tot tot i que la foto de 134 minuts s'anima cada vegada que hi ha una seqüència d'acció, la història és massa per als vianants per implicar-se i l'emoció disminueix cada vegada que l'exposició dramàtica es fa càrrec."

## Reconeixements
| Any  | Premi              | Categoria                                                   | Receptor     | Resultat |
| ---- | ------------------ | ----------------------------------------------------------- | ------------ | -------- |
| 2012 | Millor pel·lícula  | XLV Festival Internacional de Cinema Fantàstic de Catalunya | Keishi Ōtomo | Nominat  |
| 2013 | Nouvingut de l'any | Premis de l'Acadèmia Japonesa                               | Emi Takei    | Nominat  |